# آوریل رز پنگیلی
آوریل رز پنگیلی (pen-GILL-ee؛ زادهٔ ۱۲ آوریل ۱۹۸۸)، همچنین به نام آوریل رز شناخته می‌شود، بازیگر و مدل استرالیایی است.
خانه محل اقامت پنگیلی در سیدنی و استودیو مجموعه تلویزیونی همسایگان در ملبورن قرار دارد و او بین این دو شهر دررفت و آمد است. او رابطه عاشقانه ای با جک آزبورن، جیمز جنینگز و الکس لاسکا داشته است.
آوریل رز پنگیلی دختر کرک پنگیلی عضو این اکسس و طراح کارن هاچینسون است. او در مدرسه Wenona (یک مدرسه دخترانه در ساحل شمالی سیدنی) تحصیل کرد و مدلینگ را در ۱۲ سالگی آغاز کرد او از نام هنری آوریل رز برای جدایی از پدرش استفاده کرده است.
پنگیلی در سن ۱۶ سالگی با مدل‌های چادویک سیدنی و سپس پس از فارغ‌التحصیلی از دبیرستان با ویلهلمینا مدلز نیویورک قرارداد امضا کرد و به همراه مگان گیل سفیر جوانان مجموعه تابستانی دیوید جونز در سال ۲۰۰۶ شد.